# Albuquerque Sol FC
Albuquerque Sol FC, é um clube de futebol da cidade de Albuquerque, Novo México Atualmente disputa a Premier Development League, equivalente a quarta divisão no Sistema de ligas de futebol dos Estados Unidos.

## História
A primeira temporada do Albuquerque Sol na PDL foi em 2014, fazendo seu primeiro jogo oficial no dia 3 de maio de 2014 contra o Las Vegas Mobsters em Las Vegas, perdendo o jogo por 1x0. Sua primeira vitória foi contra o Real Colorado Foxes. Acabou terminando em terceiro lugar do seu grupo e não se classificou para os playoffs. Em 2016 fica em último do grupo e novamente não se clasifica para os playoffs.

## Clássicos

### Southwestern Showdown
O Southwestern Showdown é um clássico entre FC Tucson e o Albuquerque Sol FC. Assim como os outros clássicos do futebol nos Estados Unidos, o clássico é em formato de copa e o maior vencedor do clássico do ano recebe uma taça.

## Estatísticas

### Participações
|  | Participações em 2017 |

| Competição     | Competição               | Temporadas | Melhor campanha      | Estreia | Última | P | R |
| Estados Unidos | Lamar Hunt U.S. Open Cup | 1          | Primeira Fase (2016) | 2016    | 2016   |   | – |